# Stürzelbach
Stürzelbach é um município localizada no distrito de Altenkirchen, na associação municipal de Verbandsgemeinde Altenkirchen, no estado da Renânia-Palatinado.

## População
| - 1815 – 100 - 1835 – 180 - 1871 – 219 - 1905 – 213 - 1939 – 215 - 1950 – 244 | - 1961 – 229 - 1965 – 212 - 1970 – 241 - 1975 – 244 - 1980 – 266 - 1985 – 250 | - 1987 – 243 - 1990 – 236 - 1995 – 234 - 2000 – 245 - 2005 – 263 |